# Liste des ministres sud-africains des Communications
Les ministres des Communications d'Afrique du Sud sont compétents pour tous les sujets relevant des télécommunications et de l'industrie de la radiodiffusion.
Le traditionnel département ministériel des communications est issue du ministère des Postes et Télégraphes fondé en 1910.

## Évolution
Ministère technique, ce ministère a parfois été doublé d'un ministère de la communication plus politique, notamment dans les années 80 et 90.
En 2014, les compétences du ministère des communications ont été modifiées et élargies ce qui a amené le gouvernement à créer deux départements ministériels avec : 
- un ministre des Postes et des Télécommunications (fonctions techniques)
- un ministre de la Communication (ou ministère de l’Information) aux fonctions plus politiques, responsable de la communication gouvernementale, de la diffusion de l'information et de la promotion de l'image de marque du pays à l'étranger. Ce ministre de la communication (information) exerce notamment la tutelle des entreprises publiques audiovisuelles telle que la SABC ou ICASA, l'opérateur de régulation des communications.

Depuis le 22 novembre 2018, les deux départements ministériels ont à nouveau été réunis sous la responsabilité d'un seul ministre titulaire, et fusionné dans le ministère des Communications le 30 mai 2019 lors de la formation du 2nd gouvernement Ramaphosa. 

## Liste des ministres sud-africains des Postes, Télégraphes et des Communications
| #   | Nom du ministre                   |  | Nom du Ministère | période                            | parti |
| --- | --------------------------------- |  | --- | ---------------------------------- | ----- |
| 1.  | David Pieter de Villiers Graaff   |  | Ministre des Postes et Télégraphes                                                                                                 | 31 mai 1910 - 1912                 | SAP   |
| 2.  | George Leuchars                   |  | Ministre des Postes et Télégraphes                                                                                                 | juin 1912 - décembre 1912          | SAP   |
| 3.  | Thomas Watt                       |  | Ministre des Postes et Télégraphes                                                                                                 | 1912 - 1915                        | SAP   |
| 4.  | Johannes Hendricus Meiring Beck   |  | Ministre des Postes et Télégraphes                                                                                                 | 1916 - 1919                        | SAP   |
| 5.  | Jacobus Arnoldus Graaff           |  | Ministre des Postes et des Travaux publics                                                                                         | 1920 - 1921                        | SAP   |
| 6.  | Thomas Watt                       |  | Ministre des Postes et des Travaux publics                                                                                         | 1921 - 1924                        | SAP   |
| 7.  | Thomas Boydell                    |  | Ministre des Postes, des Télégraphes et des Travaux publics                                                                        | 1924 - 1925                        | LP    |
| 8.  | Walter Madeley                    |  | Ministre des Postes, des Télégraphes et des Travaux publics                                                                        | 1925 - 1928                        | LP    |
| 9.  | Henry William Sampson             |  | Ministre des Postes, des Télégraphes et des Travaux publics                                                                        | 1928-1933                          | LP    |
| 10. | Charles Francis Clarkson          |  | Ministre des Postes, des Télégraphes et des Travaux publics                                                                        | 1933 - 1945                        | UP    |
| 11. | James Wellwood Mushet             |  | Ministre des Postes, des Télégraphes et des Travaux publics                                                                        | 1945 - 1947                        | UP    |
| 12. | Theophilus Dönges                 |  | Ministre des Postes et des Télégraphes                                                                                             | 1948 - 1949                        | NP    |
| 13. | François Christiaan Erasmus       |  | Ministre des Postes et des Télégraphes                                                                                             | 1949 - 1950                        | NP    |
| 14. | Jozua François Naudé              |  | Ministre des Postes et des Télégraphes                                                                                             | 1950 - 1954                        | NP    |
| 15. | Jan Serfontein                    |  | Ministre des Postes et des Télégraphes                                                                                             | 1954 - 1958                        | NP    |
| 16. | Albert Hertzog                    |  | Ministre des Postes et des Télégraphes                                                                                             | 24 août 1958 - 7 février 1968      | NP    |
| 17. | Matthys van Rensburg              |  | Ministre des Postes et des Communications                                                                                          | 1968 - 1970                        | NP    |
| 18. | Marais Viljoen                    |  | Ministre des Postes et des Télécommunications                                                                                      | 1970 - 1976                        | NP    |
| 19. | Johannes Petrus van der Spuy      |  | Ministre des Postes et des Télécommunications                                                                                      | 1976 - 1978                        | NP    |
| 20. | Frederik de Klerk                 |  | Ministre des Postes et des Télécommunications                                                                                      | 1978 - 1979                        | NP    |
| 21. | Hennie Smit                       |  | Ministre des Postes et des Télécommunications                                                                                      | 1979 - 1982                        | NP    |
| 22. | Lourens Munnik                    |  | Ministre des Postes et des Télécommunications                                                                                      | 1982 - 1984                        | NP    |
| 23. | Stoffel Botha                     |  | Ministre des Affaires internes et des Communications                                                                               | 1984 - 1989                        | NP    |
| 24. | Alwyn Schlebusch                  |  | Ministre des Services de radiodiffusion                                                                                            | 1986 - 1988                        | NP    |
| 25. | Stoffel van der Merwe             |  | Ministre de l'Information au bureau de la présidence, de l'Industrie du film et de la South African Broadcasting Corporation       | 1988 - 1989                        | NP    |
| 26. | Dawie de Villiers                 |  | Ministre des Entreprises publiques                                                                                                 | 1989 - 1991                        | NP    |
| 27. | Piet Welgemoed                    |  | Ministre des Postes et des Télécommunications                                                                                      | 1991 - 1994                        | NP    |
| 28. | Pallo Jordan                      |  | Ministre des Postes, des Télécommunications et des Médias                                                                          | 1994-1996                          | ANC   |
| 29. | Jay Naidoo                        |  | Ministre des Postes, des Télécommunications et des Médias                                                                          | 1996-1999                          | ANC   |
| 30. | Ivy Matsepe-Casaburri             |  | Ministre des Communications | 1999-2009                          | ANC   |
| 31. | Manto Tshabalala-Msimang          |  | Ministre des Communications | avril -mai 2009                    | ANC   |
| 32. | Siphiwe Nyanda                    |  | Ministre des Communications | 2009 - 2010                        | ANC   |
| 33. | Roy Padayachee                    |  | Ministre des Communications | 2010 - 2011                        | ANC   |
| 34. | Dina Pule                         |  | Ministre des Communications | 2011 - 2013                        | ANC   |
| 35. | Yunus Carrim                      |  | Ministre des Communications | 2013 - 2014                        | ANC   |
| 36. | Siyabonga Cwele Faith Muthambi    |  | Ministre des Télécommunications et des Services postaux Ministre de la Communication (information)                                 | 2014 - 2017                        | ANC   |
| 37. | Siyabonga Cwele Ayanda Dlodlo     |  | Ministre des Télécommunications et des Services postaux Ministre de la Communication (information)                                 | 31 mars 17 octobre 2017            | ANC   |
| 38. | Siyabonga Cwele Mmamaloko Kubayi  |  | Ministre des Télécommunications et des Services postaux Ministre de la Communication (information)                                 | 31 octobre 2017 - 28 février 2018  | ANC   |
| 39. | Siyabonga Cwele Nomvula Mokonyane |  | Ministre des Télécommunications et des Services postaux Ministre de la Communication (information)                                 | 28 février 2018 - 28 novembre 2018 | ANC   |
| 40. | Stella Ndabeni Abrahams           |  | Ministre de la Communication, des Télécommunications et des Services postaux Ministre des Communications (à partir du 30 mai 2019) | 22 novembre 2018 - 5 aout 2021     | ANC   |
| 41. | Khumbudzo Ntshavheni              |  | Ministre des Télécommunications et des Services numériques                                                                         | 5 aout 2021 - 6 mars 2023          | ANC   |
| 42. | Mondli Gungubele                  |  | Ministre des Télécommunications et des Technologies numériques                                                                     | Depuis le 6 mars 2023              | ANC   |